# Solidarite Fanm Ayisyèn
Solidarite Fanm Ayisyèn (SOFA) est une organisation féministe à caractère revendicatif de promotion et de défense des droits des femmes en Haïti. Elle réunit des femmes paysannes, des femmes vivant dans les quartiers populaires et des femmes professionnelles et universitaires.

## Histoire
Avec la chute du régime de Duvalier en 1986, le mouvement féministe connaît un renouveau considérable. Notamment, dans la foulée de la marche du 3 avril 1986, où plus de 30 000 femmes gagnent les rues de la capitale haïtienne pour exiger leur intégration « dans tous les mécanismes de construction de la démocratie, tout en réclamant un égal accès aux droits fondamentaux, à l’emploi et à la santé », le mouvement féministe en Haïti connaît une nouvelle ère grâce à l'implication des femmes dans le secteur politique et économique du pays.
En effet, le pays assiste à la création d'un grand nombre d'organisations féministes, dont la SOFA, co-fondée par Anne-Marie Coriolan. Créée le 22 février 1986, elle se donne pour mission de lutter pour que les femmes haïtiennes soient affranchies de la subordination, de la domination, de l’exclusion et de l’exploitation. Pour atteindre cette mission, elle agit sur plusieurs axes, dont l'accompagnement des femmes victimes de violences. Dans cette même veine, elle entend mobiliser et autonomiser les femmes par des outils concrets, tels que des moulins à grains, un atelier textile et une ferme-école féministe. Et concomitamment, elle a une action de plaidoyer autour des problématiques liées au sexisme et à l'exclusion patriarcale,.
Membre de SOFA depuis 1987, Lise-Marie Déjean œuvre non seulement pour la création du ministère à la Condition féminine et aux Droits des femmes, mais elle est aussi la première personnalité à en prendre la tête.
En 2014, la SOFA organise des sit-in pour demander la dépénalisation de l'avortement. En effet, l'article 262 du Code pénal punit toute femme qui avorte ainsi que les personnes qui l'ont aidée ou assistée.
Entre 2017 et 2023, la SOFA est dirigée par Sabine Lamour, docteure en sociologie de l'université Paris 8. Elle a un mandat de cinq ans, qu'elle accomplit avec Monique Jeanty, secrétaire générale, et Marie Bernardine Jeudi, trésorière générale. Ce comité est officiellement investi de ses fonctions le 7 décembre 2017. 
Depuis 2023, la coordinatrice nationale est Mergina Fleurimat. La gouvernance de l'association se compose ainsi :Mergina Fleurimat : Coordonnatrice nationale; Berthanie Belony : Secrétaire générale; Muriel Chaperon : Trésorière nationale; Nathalie Louis Jeune : Responsable axe Femmes; Judith Petit-Frère : Axe lutte contre les violences faites aux femmes; Tamar-Michèle Brody : Axe participation des femmes dans les espaces de décision; Christine Simon : Axe Lutte pour l’autonomisation de la lutte contre la pauvreté des femmes. Le Conseil permanent national est composé de quatre personnalités : Lise Marie Déjean, Marie Eveline Larrieux, Olga Benoît, Marie Frantz Joachim. 
La SOFA est membre de plusieurs regroupements nationaux et internationaux de défense des droits et participe à de nombreuses mobilisations internationales, comme la Marche mondiale des Femmes en 2000.

## Quelques réalisations
- Les « Sant Douvanjou ». Ces 21 centres à travers sept départements du pays accueillent les femmes et filles victime de violence et les accompagnent dans leurs démarches de recherche de soins et de justice, le cas échéant.
- La Ferme-école féministe d'agriculture biologique Délicia Jean à Saint-Michel-de-l'Attalaye (dans l'Artibonite), fondée en 2014.